# Sudanesische Davis-Cup-Mannschaft
Die sudanesische Davis-Cup-Mannschaft ist die Tennisnationalmannschaft des Sudans, welche das Land im Davis Cup vertritt.

## Geschichte
Der Sudan nahm 1994 erstmals am Davis Cup teil und erzielte als siebtplatziertes Team der Europa/Afrika Zone Gruppe III in der Premierensaison sein bisher bestes Ergebnis. Im Jahr 1997 erfolgte der Abstieg in die Gruppe IV, in welcher der Sudan bis zu seiner bisher letzten Teilnahme im Jahr 2001 verblieb.
Erfolgreichster Spieler ist Mandour Abdalla, der neun seiner insgesamt 41 Spiele gewinnen konnte. Er ist gleichzeitig auch Rekordspieler des Landes. Mit drei gewonnenen von insgesamt zwölf Spielen weist Khalid Farid die höchste Siegesquote des Landes auf.